# Skoki do wody na Letnich Igrzyskach Olimpijskich 1904
Skoki do wody na Letnich Igrzyskach Olimpijskich 1904 w Saint Louis rozgrywany był w dniach 5–6 lipca 1904 roku w parku Forest Park. Był to debiut skoków do wody na Igrzyskach Olimpijskich. Jedyny raz w historii w ich skład wszedł skok do wody w dal ze słupka startowego. Zawodnik po wskoczeniu do basenu musiał płynąć pod wodą wyłącznie siłą rozpędu. Liczył się dystans przepłynięty przed upływem minuty lub pierwszym wynurzeniem.

## Państwa uczestniczące
W zawodach wzięło udział 10 skoczków z 2 państw:
- Cesarstwo Niemieckie (3)
- Stany Zjednoczone (7)

## Medaliści
| Konkurencja                           | Złoto          | Srebro         | Brąz        |
| Trampolina (szczegóły)                | George Sheldon | Georg Hoffmann | Frank Kehoe |
| Skok do wody na odległość (szczegóły) | William Dickey | Edgar Adams    | Leo Goodwin |

## Klasyfikacja medalowa
| Poz.    | Państwo              | złoto | srebro | brąz |   |
| ------- | -------------------- | ----- | ------ | ---- | - |
| 1.      | Stany Zjednoczone    | 2     | 1      | 2    | 5 |
| 2.      | Cesarstwo Niemieckie | 0     | 1      | 0    | 1 |
| Łącznie | Łącznie              | 2     | 2      | 2    | 6 |